# Mistrzostwa Włoch w rugby union kobiet (2018/2019)
Mistrzostwa Włoch w rugby union kobiet (2018/2019) – dwudziesta ósma edycja zarządzanej przez Federazione Italiana Rugby najwyższej klasy rozgrywkowej w kobiecym rugby union we Włoszech, a trzydziesta piąta ogółem. Zawody odbywały się w dniach 7 października 2018 – 1 czerwca 2019 roku. Tytułu mistrzowskiego zdobytego w poprzednim sezonie broniła drużyna Colorno.
W transmitowanym w Internecie finale zwyciężyły zawodniczki ASD Villorba Rugby zdobywając tym samym pierwszy tytuł mistrzowski w historii klubu.

## System rozgrywek
Choć akces zgłosiło dwadzieścia klubów, ostatecznie do zawodów przystąpiło ich dziewiętnaście. Rozgrywki zostały przeprowadzone według systemu z poprzednich trzech sezonów. Rozgrywki ligowe prowadzone były w pierwszej fazie systemem kołowym według modelu dwurundowego w okresie jesień-wiosna, a uczestniczące drużyny zostały podzielone na dwie grupy. Druga faza rozgrywek obejmowała mecze systemem pucharowym o mistrzostwo kraju. Do półfinałów bezpośrednio awansowali zwycięzcy grup, zaś o pozostałe dwa miejsce rywalizowały drużyny z miejsc drugich i trzecich. Finał odbył się na neutralnym stadionie – FIR wyznaczył znajdujący się w Calvisano Pata Stadium.

## Faza grupowa

### Grupa A
| 07/10/2018 | 1 ⇐ kolejka ⇒ 10                          | 13/01/2019 |
| ---------- | ----------------------------------------- | ---------- |
| 5:34       | Itinera CUS Torino – Omar Villorba Rugby  | 5:66       |
| 60:0       | HBS Colorno – Cus Milano Rugby ASD        | 100:0      |
| 13:12      | Benetton Treviso – Rugby Riviera 1975     | 20:14      |
| 5:57       | Rugby Monza 1949 – Valsugana Rugby Padova | 0:81       |
| 0:77       | Verona Rugby – Chicken CUS Pavia          | 7:59       |

| 14/10/2018 | 2 ⇐ kolejka ⇒ 11                            | 20/01/2019 |
| ---------- | ------------------------------------------- | ---------- |
| 12:20      | Cus Milano Rugby ASD – Benetton Treviso     | 14:12      |
| 0:50       | Chicken CUS Pavia – HBS Colorno             | 7:108      |
| 42:0       | Valsugana Rugby Padova – Itinera CUS Torino | 47:0       |
| 60:0       | Omar Villorba Rugby – Rugby Monza 1949      | 62:0       |
| 65:5       | Rugby Riviera 1975 – Verona Rugby           | 39:5       |

| 21/10/2018 | 3 ⇐ kolejka ⇒ 12                            | 27/01/2019 |
| ---------- | ------------------------------------------- | ---------- |
| 35:7       | Itinera CUS Torino – Cus Milano Rugby ASD   | 5:9        |
| 61:0       | Valsugana Rugby Padova – Rugby Riviera 1975 | 112:5      |
| 0:61       | Rugby Monza 1949 – HBS Colorno              | 0:89       |
| 32:7       | Benetton Treviso – Chicken CUS Pavia        | 24:3       |
| 0:88       | Verona Rugby – Omar Villorba Rugby          | 0:97       |

| 28/10/2018 | 4 ⇐ kolejka ⇒ 13                              | 24/03/2019 |
| ---------- | --------------------------------------------- | ---------- |
| 0:60       | Cus Milano Rugby ASD – Valsugana Rugby Padova | 7:131      |
| 81:0       | HBS Colorno – Verona Rugby                    | 83:0       |
| 40:5       | Omar Villorba Rugby – Benetton Treviso        | 58:5       |
| 0:17       | Rugby Riviera 1975 – Itinera CUS Torino       | 5:36       |
| 15:12      | Chicken CUS Pavia – Rugby Monza 1949          | 22:24      |

| 11/11/2018 | 5 ⇐ kolejka ⇒ 14                             | 31/03/2019 |
| ---------- | -------------------------------------------- | ---------- |
| 12:5       | Omar Villorba Rugby – Valsugana Rugby Padova | 6:13       |
| 0:38       | Verona Rugby – Rugby Monza 1949              | 0:84       |
| 0:70       | Benetton Treviso – HBS Colorno               | 0:76       |
| 23:20      | Itinera CUS Torino – Chicken CUS Pavia       | 38:20      |
| 40:10      | Cus Milano Rugby ASD – Rugby Riviera 1975    | 19:31      |

| 18/11/2018 | 6 ⇐ kolejka ⇒ 15                           | 07/04/2019 |
| ---------- | ------------------------------------------ | ---------- |
| 0:83       | Verona Rugby – Cus Milano Rugby ASD        | 5:72       |
| 63:0       | HBS Colorno – Itinera CUS Torino           | 29:7       |
| 15:0       | Rugby Monza 1949 – Benetton Treviso        | 3:17       |
| 78:0       | Omar Villorba Rugby – Rugby Riviera 1975   | 73:0       |
| 0:76       | Chicken CUS Pavia – Valsugana Rugby Padova | 0:119      |

| 02/12/2018 | 7 ⇐ kolejka ⇒ 16                           | 14/04/2019 |
| ---------- | ------------------------------------------ | ---------- |
| 19:5       | Itinera CUS Torino – Rugby Monza 1949      | 19:3       |
| 3:8        | Valsugana Rugby Padova – HBS Colorno       | 15:0       |
| 65:0       | Benetton Treviso – Verona Rugby            | 86:0       |
| 27:28      | Rugby Riviera 1975 – Chicken CUS Pavia     | 12:28      |
| 0:122      | Cus Milano Rugby ASD – Omar Villorba Rugby | 0:102      |

| 09/12/2018 | 8 ⇐ kolejka ⇒ 17                          | 28/04/2019 |
| ---------- | ----------------------------------------- | ---------- |
| 0:70       | Rugby Riviera 1975 – HBS Colorno          | 0:71       |
| 0:64       | Benetton Treviso – Valsugana Rugby Padova | 0:60       |
| 8:67       | Verona Rugby – Itinera CUS Torino         | 5:81       |
| 25:5       | Rugby Monza 1949 – Cus Milano Rugby ASD   | 25:25      |
| 0:89       | Chicken CUS Pavia – Omar Villorba Rugby   | 0:71       |

| 16/12/2018 | 9 ⇐ kolejka ⇒ 18                         | 05/05/2019 |
| ---------- | ---------------------------------------- | ---------- |
| 22:5       | Omar Villorba Rugby – HBS Colorno        | 5:14       |
| 20:7       | Rugby Riviera 1975 – Rugby Monza 1949    | 5:41       |
| 20:0       | Valsugana Rugby Padova – Verona Rugby    | 104:0      |
| 20:10      | Itinera CUS Torino – Benetton Treviso    | 7:5        |
| 5:24       | Cus Milano Rugby ASD – Chicken CUS Pavia | 22:5       |

### Grupa B
| 07/10/2018 | 1 ⇐ kolejka ⇒ 10                             | 13/01/2019 |
| ---------- | -------------------------------------------- | ---------- |
| 30:8       | Rugby Bologna 1928 – Am. R. Torre del Greco  | 24:5       |
| 3:15       | CUS Pisa – Rugby Belve Neroverdi             | 5:62       |
| 0:58       | I Puma Bisenzio Rugby – Unione R. Capitolina | 0:71       |
| 53:5       | CUS Ferrara Rugby – Montevirginio Mini Rugby | 24:0       |

| 14/10/2018 | 2 ⇐ kolejka ⇒ 11                              | 20/01/2019 |
| ---------- | --------------------------------------------- | ---------- |
| 27:0       | Donne Etrusche Rugby – CUS Pisa               | 24:12      |
| 0:51       | Am. R. Torre del Greco – Unione R. Capitolina | 0:54       |
| 5:46       | I Puma Bisenzio Rugby – Rugby Bologna 1928    | 10:39      |
| 10:22      | Rugby Belve Neroverdi – CUS Ferrara Rugby     | 21:30      |

| 21/10/2018 | 3 ⇐ kolejka ⇒ 12                               | 27/01/2019 |
| ---------- | ---------------------------------------------- | ---------- |
| 87:3       | Unione R. Capitolina – Donne Etrusche Rugby    | 39:0       |
| 13:5       | CUS Pisa – Montevirginio Mini Rugby            | 0:37       |
| 10:17      | Am. R. Torre del Greco – Rugby Belve Neroverdi | 0:22       |
| 12:5       | CUS Ferrara Rugby – I Puma Bisenzio Rugby      | 22:7       |

| 28/10/2018 | 4 ⇐ kolejka ⇒ 13                              | 24/03/2019 |
| ---------- | --------------------------------------------- | ---------- |
| 18:6       | I Puma Bisenzio Rugby – CUS Pisa              | 30:5       |
| 0:33       | Rugby Belve Neroverdi – Unione R. Capitolina  | 5:32       |
| 12:12      | Donne Etrusche Rugby – Am. R. Torre del Greco | 17:12      |
| 7:21       | Montevirginio Mini Rugby – Rugby Bologna 1928 | 0:32       |

| 11/11/2018 | 5 ⇐ kolejka ⇒ 14                                | 31/03/2019 |
| ---------- | ----------------------------------------------- | ---------- |
| 20:29      | Am. R. Torre del Greco – I Puma Bisenzio Rugby  | 0:12       |
| 10:10      | CUS Ferrara Rugby – Rugby Bologna 1928          | 30:23      |
| 10:17      | Donne Etrusche Rugby – Rugby Belve Neroverdi    | 12:24      |
| 64:0       | Unione R. Capitolina – Montevirginio Mini Rugby | 59:0       |

| 18/11/2018 | 6 ⇐ kolejka ⇒ 15                                  | 07/04/2019 |
| ---------- | ------------------------------------------------- | ---------- |
| 41:0       | Rugby Bologna 1928 – CUS Pisa                     | 48:0       |
| 5:53       | I Puma Bisenzio Rugby – Rugby Belve Neroverdi     | 12:68      |
| 48:12      | CUS Ferrara Rugby – Donne Etrusche Rugby          | 15:17      |
| 5:0        | Montevirginio Mini Rugby – Am. R. Torre del Greco | 31:12      |

| 02/12/2018 | 7 ⇐ kolejka ⇒ 16                                 | 14/04/2019 |
| ---------- | ------------------------------------------------ | ---------- |
| 48:11      | Unione R. Capitolina – Rugby Bologna 1928        | 71:3       |
| 0:35       | CUS Pisa – CUS Ferrara Rugby                     | 0:88       |
| 33:13      | Donne Etrusche Rugby – I Puma Bisenzio Rugby     | 26:10      |
| 45:8       | Rugby Belve Neroverdi – Montevirginio Mini Rugby | 38:14      |

| 09/12/2018 | 8 ⇐ kolejka ⇒ 17                                 | 28/04/2019 |
| ---------- | ------------------------------------------------ | ---------- |
| 10:10      | CUS Pisa – Am. R. Torre del Greco                | 0:15       |
| 5:31       | CUS Ferrara Rugby – Unione R. Capitolina         | 3:65       |
| 24:7       | Rugby Bologna 1928 – Donne Etrusche Rugby        | 5:8        |
| 22:17      | Montevirginio Mini Rugby – I Puma Bisenzio Rugby | 0:20       |

| 16/12/2018 | 9 ⇐ kolejka ⇒ 18                                | 05/05/2019 |
| ---------- | ----------------------------------------------- | ---------- |
| 8:43       | Am. R. Torre del Greco – CUS Ferrara Rugby      | 10:22      |
| 111:0      | Unione R. Capitolina – CUS Pisa                 | 90:0       |
| 24:15      | Donne Etrusche Rugby – Montevirginio Mini Rugby | 12:7       |
| 17:22      | Rugby Belve Neroverdi – Rugby Bologna 1928      | 14:17      |

## Faza pucharowa

### Baraże o półfinał
| 19 maja 2019 | ASD Villorba Rugby | 129:0 | Bologna | Campi di Catena, Villorba |
| 19 maja 2019 |                    | 129:0 |         | Campi di Catena, Villorba |

| 19 maja 2019 | CUS Ferrara | 3:48 | Colorno | Campo Attilio Mazzanti, |
| 19 maja 2019 |             | 3:48 |         | Campo Attilio Mazzanti, |

### Półfinały
| 26 maja 2019 | Valsugana Padova | 19:5 | Colorno | C.S. Altichiero, Padwa |
| 26 maja 2019 |                  | 19:5 |         | C.S. Altichiero, Padwa |

| 26 maja 2019 | Unione Rugby Capitolina | 8:26 | ASD Villorba Rugby | Campo dell'Unione, Rzym |
| 26 maja 2019 |                         | 8:26 |                    | Campo dell'Unione, Rzym |

### Finał
| 1 czerwca 2019 | Valsugana Padova | 15:18 | ASD Villorba Rugby | Pata Stadium, Calvisano Sędzia: Clara Munarini |
| 1 czerwca 2019 |                  | 15:18 |                    | Pata Stadium, Calvisano Sędzia: Clara Munarini |